# Zamarada mashariki
Zamarada mashariki är en fjärilsart som beskrevs av Leif Aarvik och Bjornstadt. Zamarada mashariki ingår i släktet Zamarada och familjen mätare. Inga underarter finns listade i Catalogue of Life.